# Tamara Spitzing
Tamara Spitzing (* 2. September 1957 in Hamburg) ist eine deutsche Dokumentarfilmerin. Schwerpunkte ihrer Arbeit sind Archäologie, Kultur, Ökologie und Geschichte.

## Akademische Ausbildung
In Hamburg und Freiburg studierte sie Ur- und Frühgeschichte, Provinzialrömische Archäologie, Klassische Archäologie und Völkerkunde. 1983 wurde sie an der Universität Freiburg bei Hans Ulrich Nuber mit einer Dissertation zum Thema Die römische Villa von Lauffen am Neckar (Kreis Heilbronn) promoviert.  Nach dem Studium arbeitete sie am  Museum für Ur- und Frühgeschichte in Freiburg, wo sie museumspädagogische Projekte und Ausstellungen leitete und für die Öffentlichkeitsarbeit zuständig war.

## Tätigkeit im Medienbereich
Tamara Spitzing absolvierte ein Hörfunkpraktikum beim Hessischen Rundfunk sowie ein Radio- und Fernsehvolontariat beim SWR in Baden-Baden. Für die Sendung Forschung aktuell des Deutschlandfunks lieferte sie regelmäßige Wissenschaftsbeiträge. 1986 wechselte sie nach Baden-Baden und Freiburg zum damaligen Südwestfunk, wo sie Kulturfeatures und Reportagen erstellte und als Moderatorin tätig war.
1991 wurde Tamara Spitzing im Fernsehprogramm des SWR Freiburger Korrespondentin für die Landesschau; außerdem ist sie Autorin für die Sendungen Report Baden-Baden, W wie Wissen und Planet Wissen.
Seit 1995 sind mehr als fünfzig große Dokumentarfilme für den Südwestrundfunk, das ZDF und ARTE entstanden.  Der Film Das Geheimnis des Löwenmenschen – Eiszeitkunst von der Schwäbischen Alb wurde beim Internationalen Archäologiefilmfestival Cinarchea 2002 in Kiel mit dem Preis für Methodik ausgezeichnet; für Der Urmensch von Heidelberg erhielt Spitzing auf dem Internationalen Filmfestival in Besançon 2011 den Europapreis.
Spitzing verfasste Beiträge über archäologische Themen für die Welt, das Geschichtsmagazin Damals, die Badische Zeitung und die Zeitschrift Archäologie in Deutschland. Als ihre Leitidee nennt sie: „Den Dingen auf den Grund sehen: Geschichten erzählen und Bilder finden, bei denen Menschen im Mittelpunkt stehen“.  Sie hält Vorträge auf diversen Tagungen zum Themenbereich „Archäologie und Medien“. 2012 erschien ihr E-Buch Abenteuer Alltag bei der Edition Kindle.

## Filmographie (Auswahl)
- Das Münster auf dem Mikrochip. SWR 1995
- Neue naturwissenschaftliche Methoden der Archäologie. SWR 1996
- Drachenflieger und Hexentanz – Der Kandel. SWR 1997
- Planetarium Stuttgart, Fenster zum All. SWR 1999
- Die Schwarzwaldtracht. SWR 1999
- Blau – Geschichte einer Farbe. SWR 2000
- Das archäologische Freilichtmuseum von Bad Buchau. SWR 2000
- Magische Welten – Das Geheimnis des Löwenfelsens in Sri Lanka. ZDF 2001
- Der kühnste Turm der Christenheit – Das Münster zu Freiburg. SWR 2001
- Leben mit der Sonne – Die Solarhäuser in Freiburg. SWR 2001
- Das Geheimnis des Löwenmenschen – Eiszeitkunst von der Schwäbischen Alb. SWR 2001
- Terra X: Das Delphi-Syndikat. ZDF und ARTE 2003
- Die Knochendetektive – Skelettforscher auf Verbrecherjagd. SWR 2003
- Der Kampf der Bauern um den Schwarzwald. SWR 2004
- Landschaft aus Feuer und Eis – Die Hegau-Vulkane. SWR 2004
- Menschen für Tiere – Die Geschichte des Tierschutzes in Baden-Württemberg. SWR 2005
- Der ganz besondere Saft – Die Geschichte des Blutspendens. SWR 2006
- Schatzsuche in Asien – Das alte Goldland Srivijaya. SWR 2006
- Wie der Nil an den Neckar kam – Zur Landesausstellung „Ägyptische Mumien“. SWR 2007
- Die Auswanderer – Geschichten von alter und neuer Heimat. SWR 2007
- Weihrauch für den Pharao. ZDF Expedition (Reihe „Terra X“) 2008
- Auf der Spur der Vermissten – Der kirchliche Suchdienst. SWR 2009
- Expedition Höllenloch – Die Reise zu den Ursprüngen der Menschheit. ARTE  2009
- Die Dorf-Doktoren – Eine Landarztpraxis im Schwarzwald.  SWR 2009
- Dunkle Schönheit Eritrea. ARTE 2009
- Der Urmensch von Heidelberg. SWR 2010
- Auf der Spur des Verbrechens – Die Experten des Landeskriminalamtes Stuttgart. SWR 2010
- Der Neandertal-Code – Das Geheimnis des ersten Deutschen, ZDF (Reihe „History“) und ARTE 2010
- Die Pilotenmacher. SWR 2012

## Veröffentlichungen  (Auswahl)
- Die Villa rustica von Lauffen a. N. In: Stadt Lauffen am Neckar (Hrsg.): 750 Jahre Stadt Lauffen a.N. Heimatbuch anlässlich des Stadtfestes 1984. Stadt Lauffen, 1984, S. 62ff.
- Die römische Villa von Lauffen a. N. (Kr. Heilbronn). Theiss, Stuttgart 1988, ISBN 3-8062-0730-5, (Materialhefte zur Vor- und Frühgeschichte in Baden-Württemberg, Heft 12) (= Dissertation).
- Das Indiana-Jones-Syndrom. Geschichtsfernsehen zwischen Wissenschaft und Kommerz. In: Hans-Joachim Gehrke, Miriam Sénécheau (Hrsg.): Geschichte, Archäologie, Öffentlichkeit. Für einen neuen Dialog zwischen Wissenschaft und Medien. Standpunkte aus Forschung und Praxis. Bielefeld 2010. S. 219–226.